# Sarcină de culoare
Sarcina de culoare este o proprietate a quarcurilor și gluonilor legată de interacțiunile lor prin forța tare în cadrul teoriei cromodinamicii cuantice (QCD). La fel ca sarcina electrică, aceasta determină modul în care quarcurile și gluonii interacționează prin forța tare; cu toate acestea, în loc să existe doar sarcini pozitive și negative, există trei „sarcini”, numite în mod obișnuit roșu, verde și albastru. În plus, există trei „anticulori”, numite în mod obișnuit antiroșu, antiverde și antialbastru. Spre deosebire de sarcina electrică, sarcina de culoare nu este niciodată observată în natură: în toate cazurile, roșu, verde și albastru (sau antiroșu, antiverde și antialbastru) sau orice culoare și anticuloarea sa se combină pentru a forma un sistem „neutru din punct de vedere al culorii”. De exemplu, cele trei quarcuri care alcătuiesc orice barion au în mod universal trei sarcini de culoare diferite, iar cele două quarcuri care alcătuiesc orice mezon au în mod universal sarcini de culoare opuse.
„Sarcina de culoare” a quarcurilor și gluonilor nu are absolut nicio legătură cu înțelesurile obișnuite de culoare și sarcină. Termenul de culoare și etichetele roșu, verde și albastru au devenit populare pur și simplu din cauza analogiei aproximative cu culorile primare.

## Istoric
La scurt timp după ce existența quarcurilor a fost propusă de Murray Gell-Mann și George Zweig în 1964, sarcina de culoare a fost introdusă implicit în același an de Oscar W. Greenberg. În 1965, Moo-Young Han și Yoichiro Nambu au introdus explicit sarcina de culoare ca simetrie de calibrare.
Han și Nambu au desemnat inițial acest grad de libertate prin grupul SU(3)⁠(d), dar acesta a fost denumit ulterior „modelul cu trei tripleți” în lucrări ulterioare. O caracteristică a modelului (care a fost inițial preferată de Han și Nambu) era că permitea quarcuri cu sarcină întreagă, precum și quarcurile cu sarcină fracționară propuse inițial de Zweig și Gell-Mann.
Puțin mai târziu, la începutul anilor 1970, Gell-Mann, în câteva conferințe, a inventat numele de „culoare” pentru a descrie gradul intern de libertate al modelului cu trei tripleți și a pledat pentru o nouă teorie a câmpurilor, desemnată drept cromodinamică cuantică (QCD), pentru a descrie interacțiunea quarcurilor și gluonilor din interiorul hadronilor. În QCD-ul lui Gell-Mann, fiecare quarc și gluon are sarcină electrică fracționară și transportă ceea ce a ajuns să se numească sarcină de culoare în spațiul gradului de libertate al culorii.

## Roșu, verde și albastru
În cromodinamica cuantică (QCD), culoarea unui quarc poate avea una dintre cele trei valori sau sarcini: roșu, verde și albastru. Un antiquarc poate avea una dintre cele trei anticulori: numite antiroșu, antiverde și antialbastru (reprezentate ca cyan, magenta și galben, respectiv). Gluonii sunt amestecuri de două culori, cum ar fi roșu și antiverde, ceea ce constituie sarcina lor de culoare. QCD consideră opt gluoni din cele nouă combinații posibile culoare-anticuloare ca fiind unici; vezi cele opt culori ale gluonilor pentru o explicație.
Toate cele trei culori amestecate împreună, toate cele trei anticulori amestecate împreună sau o combinație a unei culori cu anticuloarea sa sunt „incolore” sau „albe” și au o sarcină de culoare netă egală cu zero. Datorită unei proprietăți a interacțiunii tari numită confinarea culorii, particulele libere trebuie să aibă o sarcină de culoare netă egală cu zero.
Un barion este compus din trei quarcuri, care trebuie să fie câte unul de culoare roșie, verde și albastră; în mod similar, un antibarion este compus din trei antiquarcuri, câte unul de culoare antiroșie, antiverde și antialbastră. Un mezon este format dintr-un quarc și un antiquarc; quarcul poate fi de orice culoare, iar antiquarcul are anticuloarea corespunzătoare.

Următoarele ilustrează constantele de cuplaj pentru particulele cu sarcină de culoare:

Culorile quarcurilor (roșu, verde, albastru) se combină pentru a fi incolore
Anticulorile quarcurilor (antiroșu, antiverde, antialbastru) se combină de asemenea pentru a fi incolore

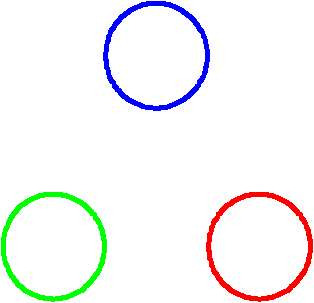
Un hadron cu 3 quarcuri (roșu, verde, albastru) înainte de o schimbare de culoare
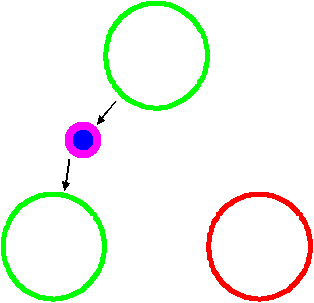
Quarcul albastru emite un gluon albastru-antiverde
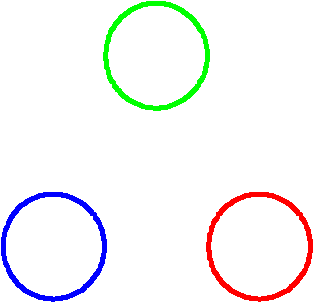
Quarcul verde a absorbit gluonul albastru-antiverde și este acum albastru; culoarea rămâne conservată
O animație a interacțiunii din interiorul unui neutron. Gluonii sunt reprezentați ca cercuri cu sarcina de culoare în centru și sarcina de anticuloare în exterior.

### Liniile de câmp din sarcinile de culoare
Analog cu un câmp electric și sarcinile electrice, forța tare care acționează între sarcinile de culoare poate fi reprezentată folosind linii de câmp. Cu toate acestea, liniile de câmp de culoare nu se arcuiesc atât de mult de la o sarcină la alta, deoarece sunt trase puternic împreună de gluoni (în raza de 1 fm). Acest efect confinează quarcurile în hadroni.

Câmpuri datorate sarcinilor de culoare ale quarcurilor (G este tensorul intensității câmpului gluonic) în combinații „incolore”.
Sus: Sarcina de culoare are „stări neutre ternare”, precum și neutralitate binară (analog cu sarcina electrică).
Jos: combinații Quarc/antiquarc.

## Constantă de cuplaj și sarcină
Într-o teorie cuantică a câmpurilor, o constantă de cuplaj și o sarcină sunt noțiuni diferite, dar legate. Constanta de cuplaj stabilește magnitudinea forței de interacțiune; de exemplu, în electrodinamica cuantică, constanta structurii fine este o constantă de cuplaj. Sarcina dintr-o teorie gauge are legătură cu modul în care o particulă se transformă sub simetria gauge; adică, reprezentarea sa sub grupul gauge. De exemplu, electronul are sarcina -1, iar pozitronul are sarcina +1, ceea ce implică faptul că transformarea gauge are efecte opuse asupra lor într-un anumit sens. În mod specific, dacă se aplică o transformare gauge locală ϕ(x) în electrodinamică, atunci se găsește (folosind notația indicilor tensoriali): {\displaystyle {\begin{aligned}A_{\mu }&\to A_{\mu }+\partial _{\mu }\,\phi (x)\\\psi &\to \exp \left[+i\,Q\phi (x)\right]\;\psi \\{\bar {\psi }}&\to \exp \left[-i\,Q\phi (x)\right]\;{\bar {\psi }}~,\end{aligned}}}unde {\displaystyle A_{\mu }} este câmpul fotonic, iar ψ este câmpul electronic cu Q = −1 (bara de deasupra lui ψ denotă antiparticula sa — pozitronul). Deoarece QCD este o teorie non-abeliană, reprezentările și, prin urmare, sarcinile de culoare sunt mai complicate. Acestea sunt tratate în secțiunea următoare.

## Câmpuri quarcice și gluonice

Modelul sarcinilor tari pentru cele trei culori ale quarcurilor, trei antiquarcuri și opt gluoni (două cu sarcină zero care se suprapun).

În QCD, grupul gauge este grupul non-abelian SU(3)⁠(d). Constanta de cuplaj efectivă dependentă de energie este de obicei notată cu {\displaystyle \alpha _{s}}. Fiecare aromă de quarc aparține reprezentării fundamentale (3) și conține un triplet de câmpuri notat împreună cu {\displaystyle \psi }. Câmpul antiquarcic aparține reprezentării conjugate complexe (3*) și conține, de asemenea, un triplet de câmpuri. Putem scrie:
{\displaystyle \psi ={\begin{pmatrix}\psi _{1}\\\psi _{2}\\\psi _{3}\end{pmatrix}}} și {\displaystyle {\overline {\psi }}={\begin{pmatrix}{\overline {\psi }}_{1}^{*}\\{\overline {\psi }}_{2}^{*}\\{\overline {\psi }}_{3}^{*}\end{pmatrix}}.}
Gluonul conține un octet de câmpuri (vezi câmpul gluonic) și aparține reprezentării adiacente (8); poate fi scris folosind matricile Gell-Mann ca:
{\displaystyle {\mathbf {A} }_{\mu }=A_{\mu }^{a}\lambda _{a}.}
(există o însumare implicită peste a = 1, 2, ... 8). Toate celelalte particule aparțin reprezentării triviale (1) a culorii SU(3)⁠(d). Sarcina de culoare a fiecărui câmp este complet specificată de reprezentări. Quarcurile au o sarcină de culoare roșie, verde sau albastră, iar antiquarcurile au o sarcină de culoare antiroșie, antiverde sau antialbastră. Gluonii au o combinație de două sarcini de culoare (una de roșu, verde sau albastru și una de antiroșu, antiverde sau antialbastru) într-o suprapunere de stări date de matricile Gell-Mann. Toate celelalte particule au sarcină de culoare zero. Matematic vorbind, sarcina de culoare a unei particule este valoarea unui anumit operator Casimir pătratic în reprezentarea particulei.
În limbajul simplificat introdus anterior, cei trei indici „1”, „2” și „3” din tripletul de quarcuri de mai sus sunt de obicei identificați cu cele trei culori. Limbajul colorat omite următorul aspect: o transformare gauge în SU(3) poate fi scrisă ca: {\displaystyle \psi \to U\psi }, unde {\displaystyle U} este o matrice 3 × 3 care aparține grupului SU(3). Astfel, după transformarea gauge, noile culori sunt combinații liniare ale culorilor vechi. Pe scurt, limbajul simplificat introdus anterior nu este invariant gauge.
Sarcina de culoare este conservată, dar contabilitatea implicată în acest proces este mai complicată decât simpla adunare a sarcinilor, așa cum se face în electrodinamica cuantică. O modalitate simplă de a aborda acest lucru este să analizăm vârful (vertexul) de interacțiune din QCD și să-l reprezentăm folosind linii de culoare. Semnificația este următoarea: fie ca {\displaystyle \psi _{i}} să reprezinte componenta i a unui câmp quarcic (numită în mod liber culoarea i). Culoarea unui gluon este dată în mod similar de {\displaystyle \mathbf {A} }, care corespunde matricei Gell-Mann particulare cu care este asociat. Această matrice are indicii i și j. Acestea sunt etichetele de culoare pe gluon. La vârful de interacțiune, se are qi → gij + qj. Reprezentarea cu liniii de culoare urmărește acești indici. Conservarea sarcinii de culoare înseamnă că capetele acestor linii de culoare trebuie să fie fie în starea inițială, fie în cea finală, adică, nicio linie nu se rupe în mijlocul unei diagrame.
Deoarece gluonii poartă sarcină de culoare, doi gluoni pot, de asemenea, interacționa. Un vârf tipic de interacțiune (numit vârful cu trei gluoni) pentru gluoni implică g + g → g. Acest vârf este prezentat aici, împreună cu reprezentarea sa în linii de culoare. Diagramele cu linii de culoare pot fi reformulate în termeni de legi de conservare a culorii; cu toate acestea, așa cum s-a menționat anterior, acest limbaj nu este invariant gauge. Este de reținut că într-o teorie gauge non-abeliană tipică, bosonul gauge poartă sarcina teoriei și, prin urmare, are interacțiuni de acest tip; de exemplu, bosonul W în teoria electroslabă. În teoria electroslabă, W poartă și sarcină electrică și, prin urmare, interacționează și cu fotonul.